# Janjila
Janjila är ett samhälle i Bosnien och Hercegovina.   Det ligger i entiteten Federationen Bosnien och Hercegovina, i den västra delen av landet, 170 km nordväst om huvudstaden Sarajevo. Janjila ligger 982 meter över havet och antalet invånare är 128.
Terrängen runt Janjila är huvudsakligen kuperad, men åt nordost är den bergig. Terrängen runt Janjila sluttar söderut.  Närmaste större samhälle är Sanica, 11,4 km nordost om Janjila. 
I omgivningarna runt Janjila växer i huvudsak blandskog. Runt Janjila är det ganska tätbefolkat, med 93 invånare per kvadratkilometer.